# Pterolophia tuberculicollis
Pterolophia tuberculicollis är en skalbaggsart som beskrevs av Stefan von Breuning 1966. Pterolophia tuberculicollis ingår i släktet Pterolophia och familjen långhorningar. Inga underarter finns listade i Catalogue of Life.